# Крішнараджа Вадіяр II
Крішнараджа Вадіяр II (каннада ಇಮ್ಮಡಿ ಕೃಷ್ಣರಾಜ ಒಡೆಯರ್; 1728 — 25 квітня 1766) — титулярний правитель Майсуру від 1734 до 1766 року. Фактично він був васалом Гайдара Алі.